# ABHD5
1-acilglicerol-3-fosfat O-aciltransferaza (ABHD5) enzim je koji je kod čoveka kodiran ABHD5 genom.
Protein kodiran ovom genom pripada velikoj familiji proteina definisanih alfa/beta hidrolaznim savijanjem, i sadrži tri sekventna motiva koji odgovaraju katalitičkoj trijadi prisutnoj u esteraznoj/lipaznoj/tioesteraznoj potfamiliji. On se razlikuje od drugih članova ove potfamilje po tome što njegova katalitička trijada sadrži asparagin umesto serina. Mutacije ovog gena su povezane sa Čanarin-Dorfmanovim sindromom, bolešću trigliceridnog skladišta praćenu umanjenom oksidaciom dugolančanih masnih kiselina.

## Literatura
- Andersson B; Wentland MA; Ricafrente JY;  . (1996). „A "double adaptor" method for improved shotgun library construction”. Anal. Biochem. 236 (1): 107—13. PMID 8619474. doi:10.1006/abio.1996.0138.
- Yu W; Andersson B; Worley KC;  . (1997). „Large-Scale Concatenation cDNA Sequencing”. Genome Res. 7 (4): 353—8. PMC 139146 . PMID 9110174. doi:10.1101/gr.7.4.353.
- Lai CH; Chou CY; Ch'ang LY;  . (2000). „Identification of Novel Human Genes Evolutionarily Conserved in Caenorhabditis elegans by Comparative Proteomics”. Genome Res. 10 (5): 703—13. PMC 310876 . PMID 10810093. doi:10.1101/gr.10.5.703.
- Strausberg RL; Feingold EA; Grouse LH;  . (2003). „Generation and initial analysis of more than 15,000 full-length human and mouse cDNA sequences”. Proc. Natl. Acad. Sci. U.S.A. 99 (26): 16899—903. PMC 139241 . PMID 12477932. doi:10.1073/pnas.242603899.
- Gerhard DS; Wagner L; Feingold EA;  . (2004). „The Status, Quality, and Expansion of the NIH Full-Length cDNA Project: The Mammalian Gene Collection (MGC)”. Genome Res. 14 (10B): 2121—7. PMC 528928 . PMID 15489334. doi:10.1101/gr.2596504.
- Schleinitz N; Fischer J; Sanchez A;  . (2005). „Two new mutations of the ABHD5 gene in a new adult case of Chanarin Dorfman syndrome: an uncommon lipid storage disease”. Archives of dermatology. 141 (6): 798—800. PMID 15967942. doi:10.1001/archderm.141.6.798.
- Lass A; Zimmermann R; Haemmerle G;  . (2007). „Adipose triglyceride lipase-mediated lipolysis of cellular fat stores is activated by CGI-58 and defective in Chanarin-Dorfman Syndrome”. Cell Metab. 3 (5): 309—19. PMID 16679289. doi:10.1016/j.cmet.2006.03.005.
- Yamaguchi T; Omatsu N; Morimoto E;  . (2007). „CGI-58 facilitates lipolysis on lipid droplets but is not involved in the vesiculation of lipid droplets caused by hormonal stimulation”. J. Lipid Res. 48 (5): 1078—89. PMID 17308334. doi:10.1194/jlr.M600493-JLR200.
- Ben Selma Z; Yilmaz S; Schischmanoff PO;  . (2007). „A novel S115G mutation of CGI-58 in a Turkish patient with Dorfman-Chanarin syndrome”. J. Invest. Dermatol. 127 (9): 2273—6. PMID 17495960. doi:10.1038/sj.jid.5700860.
- Fischer J, Negre-Salvayre A, Salvayre R (2007). „[Neutral lipid storage diseases and ATGL (adipose triglyceride lipase) and CGI-58/ABHD5 (alpha-beta hydrolase domain-containing 5) deficiency: myopathy, ichthyosis, but no obesity]”. Med Sci (Paris). 23 (6–7): 575—8. PMID 17631826. doi:10.1051/medsci/20072367575.
- Nicholas C. Price; Lewis Stevens (1999). Fundamentals of Enzymology: The Cell and Molecular Biology of Catalytic Proteins (Third изд.). USA: Oxford University Press. ISBN 019850229X.
- Eric J. Toone (2006). Advances in Enzymology and Related Areas of Molecular Biology, Protein Evolution (Volume 75 изд.). Wiley-Interscience. ISBN 0471205036.
- Branden C; Tooze J. Introduction to Protein Structure. New York, NY: Garland Publishing. ISBN 0-8153-2305-0.
- Irwin H. Segel. Enzyme Kinetics: Behavior and Analysis of Rapid Equilibrium and Steady-State Enzyme Systems (Book 44 изд.). Wiley Classics Library. ISBN 0471303097.